# アメリカ数学会
アメリカ数学会（アメリカすうがくかい、英語：American Mathematical Society、略称：AMS）は、アメリカ合衆国の数学の学会である。現会員数は、32000人。
イギリス滞在中にロンドン数学会の影響を受けたトーマス・フィスクによって1888年に設立された。1894年7月に、現在の名前で再編成された。
AMS は組版処理ソフトウェア TeX のマクロパッケージである AmS-TeX や AmS-LaTeX の開発を支援した。また、SIAMとの合弁事業で MathJax オープンソースプロジェクトを管理している。

## 研究協力と支援
アメリカ数学会は研究者間の協力を促進し、若手研究者を支援し、影響力のある出版物やデータベースを維持することにより、数学研究の発展に重要な役割を果たしている。
さまざまなキャリア段階を対象としたさまざまなプログラムを通じて、数学者間のコラボレーションを促進している。 2008年に設立された数学研究コミュニティは、キャリア初期の研究者に集中的な研究ワークショップへの参加、同僚とのコラボレーション、上級数学者からの指導を受ける機会を提供している。これらのプログラムは、数学の新興分野に貢献する長期的な研究グループの形成につながる。
さらに、各大学の学部生については資金援助のパートナーシップを通じて研究体験をサポートし、高度な数学研究に触れることができるようにしている。また、学部生が国際会議や共同研究プロジェクトへ参加することを奨励するために、旅費補助金や各種支援も提供している。

## 数学の資金援助の提唱
アメリカ数学会は数学研究への連邦政府の資金援助を提唱している。アメリカ国立科学財団や米国科学アカデミーなどの組織と協力して資金援助の取り組みを推進している。また、アメリカ数学会は数学に関する連邦政府のJoint Policy Board for Mathematicsのメンバーでもある。
アメリカ数学会はアメリカ科学振興協会と提携し、STEM人材育成やサイバーセキュリティやデータサイエンスなどの分野における数学の応用に関する議論に貢献してきた。経済成長と科学の発展における数学の重要性を挙げ、数学研究への安定した資金提供の取り組みを支援してきた。

## 会議
アメリカ数学会は12を超える他の組織とともに、毎年1月初旬に世界最大の年次数学研究会議であるJoint Mathematics Meetingを開催している。2024年のシアトルで開催された会議には約5,400人が参加した。アメリカ数学会の4つの地域部門 (中央、東部、南東部、西部) は、毎年春と秋に会議を開催している。また、この学会は他の国際数学学会との会議の共催も行っている。

## 出版物
アメリカ数学会は数学出版物、様々な雑誌、書籍のレビューのデータベースであるMathematical Reviewsを発行している。1997年にAMSはChelsea Publishing Companyを買収し、同社を出版社として利用している。2017年にアメリカ数学協会の書籍出版プログラムであるMAA Pressを買収した。アメリカ数学会は MAA Press の出版社名で書籍を出版し続けている。

## 顕彰
- コール賞
- ボッチャー記念賞
- スティール賞
- ヴェブレン賞
- ファルカーソン賞
- ノーバート・ウィーナー応用数学賞

## 歴代会長

### 1888–1900
- John Howard Van Amringe (New York Mathematical Society) (1888–1890)
- Emory McClintock  (New York Mathematical Society) (1891–94)
- ジョージ・ウィリアム・ヒル  (1895–96)
- サイモン・ニューカム  (1897–98)
- Robert Woodward  (1899–1900)

### 1901–1950
- E・H・ムーア  (1901–02)
- Thomas Fiske  (1903–04)
- William Osgood  (1905–06)
- Henry White  (1907–08)
- Maxime Bôcher  (1909–10)
- Henry Fine  (1911–12)
- Edward Van Vleck  (1913–14)
- アーネスト・ウィリアム・ブラウン   (1915–16)
- レオナード・E・ディクソン (1917–18)
- フランク・モーリー (1919–20)
- Gilbert Bliss (1921–22)
- オズワルド・ヴェブレン (1923–24)
- ジョージ・デビット・バーコフ (1925–26)
- Virgil Snyder (1927–28)
- Earle Raymond Hedrick (1929–30)
- Luther Eisenhart (1931–32)
- Arthur Byron Coble (1933–34)
- ソロモン・レフシェッツ (1935–36)
- Robert Moore (1937–38)
- Griffith C. Evans (1939–40)
- Marston Morse (1941–42)
- マーシャル・ストーン (1943–44)
- Theophil Hildebrandt (1945–46)
- Einar Hille (1947–48)
- Joseph L. Walsh (1949–50)

### 1951–2000
- ジョン・フォン・ノイマン (1951–52)
- Gordon Whyburn (1953–54)
- Raymond Wilder (1955–56)
- Richard Brauer (1957–58)
- Edward McShane (1959–60)
- Deane Montgomery (1961–62)
- ジョゼフ・L・ドゥーブ (1963–64)
- Abraham Albert (1965–66)
- Charles B. Morrey, Jr. (1967–68)
- オスカー・ザリスキ (1969–70)
- Nathan Jacobson (1971–72)
- ソーンダース・マックレーン (1973–74)
- Lipman Bers (1975–76)
- アーエイチ・ビング (1977–78)
- ピーター・ラックス (1979–80)
- Andrew Gleason (1981–82)
- ジュリア・ロビンソン (1983–84)
- Irving Kaplansky (1985–86)
- ジョージ・モストウ (1987–88)
- William Browder (1989–90)
- ミハイル・アルティン (1991–92)
- ロナルド・グラハム (1993–94)
- Cathleen Morawetz (1995–96)
- Arthur Jaffe (1997–98)
- Felix Browder (1999–2000)

### 2001–present
- Hyman Bass (2001–02)
- David Eisenbud (2003–04)
- ジェームズ・アーサー (2005–06)
- James Glimm (2007–08)
- ジョージ・アンドリューズ (2009–10)
- Eric M. Friedlander (2011–12)
- David Vogan (2013–14)
- Robert L. Bryant (2015–16)
- ケン・リベット (2017–18)
- Jill Pipher (2019–20)
- Ruth Charney (2021–2022)
- Bryna Kra (2023–2024)